# Gottlieb Conrad Christian Storr
Gottlieb Conrad Christian Storr (Stoccarda, 16 giugno 1749 – Tubinga, 27 febbraio 1821) è stato un medico, naturalista e chimico tedesco.
Studiò medicina a Tubinga e ottenne il titolo di dottore nel 1768.
Nel 1774, iniziò a insegnare medicina, chimica, chirurgia, botanica e storia naturale nell'università di Tubinga.
Si ritirò dall'insegnamento nel 1801.

## Opere
È l'autore di numerosi testi di storia naturale e di medicina.
- Über eine Bearbeitungsart der Naturgeschicte (1780).
- Prodromus methodi mammalium: Litteris Reissianis (1780).
- Alpenreise von jahre 1781 (1784-1786, 2 volumi).
- Idea methodi fossilium (1807).